# Thae Su Nyein
Thae Su Nyein, in birmano: သဲစုငြိမ်း (24 maggio 2007), è una modella, attrice e reginetta di bellezza birmana.
È stata incoronata Miss Grand Myanmar 2024. Nel 2024 ha rappresentato il suo paese al Miss Grand International 2024, dove si è classificata seconda finalista (second runner-up).

## Infanzia e istruzione
Thae Su Nyein è nata il 24 maggio 2007 a Taungoo, nella regione di Bago, in Myanmar. È la maggiore di due fratelli.

## Carriera artistica
Thae Su Nyein è entrata nel mondo delle bellezze a soli 16 anni. È stata la concorrente più giovane in Myanmar. Ha rappresentato il Myanmar in diverse competizioni ottenendo numerosi successi. Dopo la competizione, Thae Su Nyein ha iniziato la sua carriera artistica. Attualmente lavora in film e spot pubblicitari.

## Miss

### Miss Grand Myanmar 2024
Thae Su Nyein ha partecipato al concorso Miss Grand Myanmar 2024, tenutosi nel dicembre 2023, rappresentando il Myanmar e vincendo il titolo di Miss Grand Myanmar 2024.

### Miss Grand International 2024
Thae Su Nyein ha rappresentato il Myanmar al concorso Miss Grand International 2024, dove ha ottenuto il titolo di seconda runner-up. Il concorso, svoltosi presso il teatro MGI di Bangkok, Thailandia, nel mese di ottobre 2024, le ha conferito anche i premi Miss Beauty Skin Award, Miss I'Aura Queen Award e Miss Fan Vote Award.
Il 25 ottobre, durante la finale, Thae Su Nyein è risultata tra le prime 10 finaliste.
Alla fine della competizione, la vincitrice è stata Rachel Gupta, rappresentante dell'India, mentre Thae Su Nyein si è classificata seconda runner-up.

## Revoca del titolo
A causa di comportamenti che hanno violato le regole del team MGI da parte sua e del National Director, il titolo di 2nd runner up conseguito da Thae Su Nyein è stato revocato dall'organizzazione di Miss Grand International il 28 ottobre 2024.